# 成人用品店

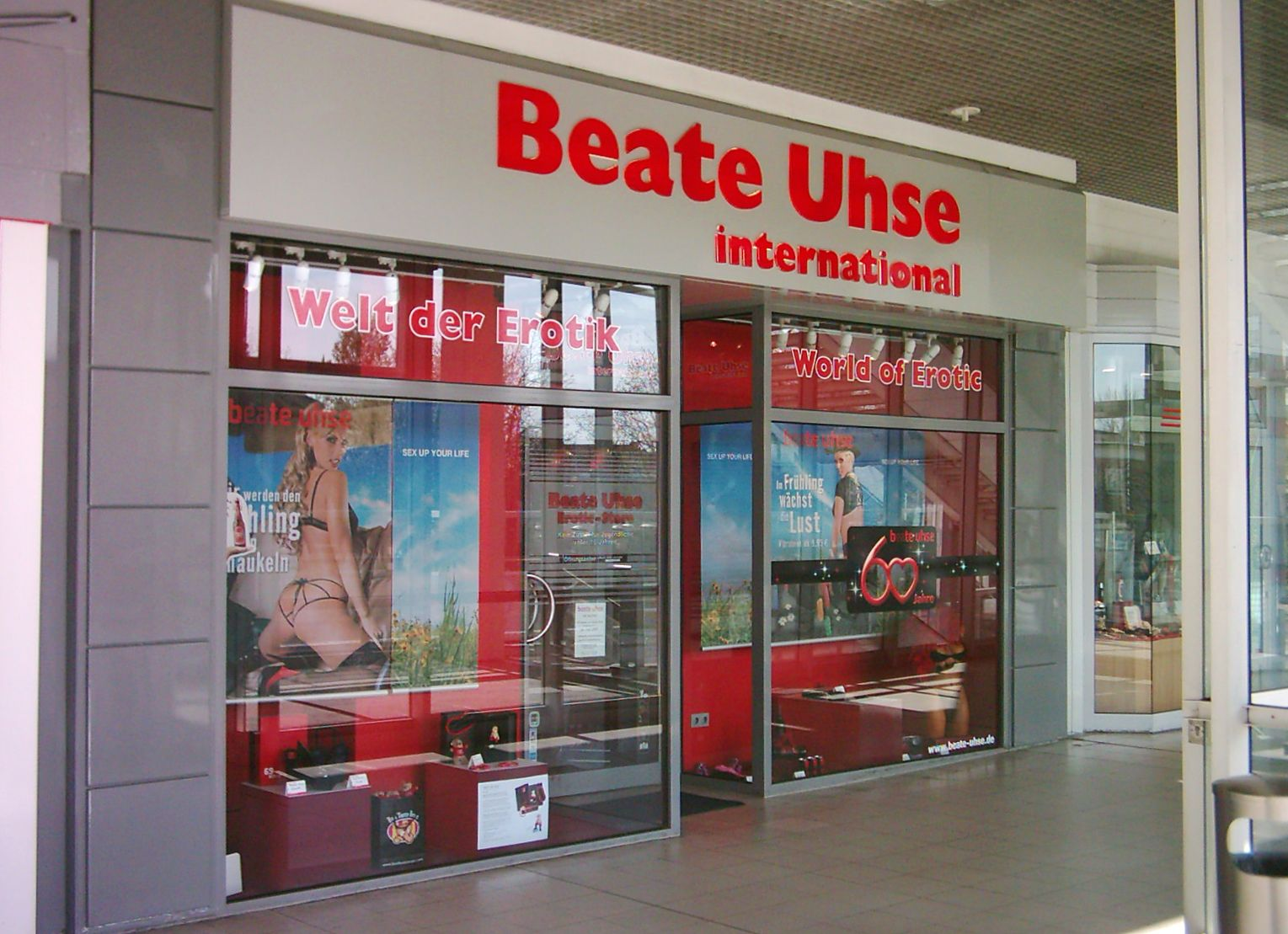
一家位于德国汉堡的成人用品店

成人用品店，又有性商店、情趣用品店、性用品店、性保健用品店、色情用品商店等名称，是一种销售性玩具、情趣内衣、避孕套、BDSM用具、春药等商品的商店，有的成人用品店还经销成人杂志及色情片。成人用品店是性产业的一部分。
随着互联网商务的发展， 在线成人用品店也开始出现，既有独立的成人用品购物网站，也有开设在淘宝网、ebay等C2C购物网站的成人用品店，更好的隐私保护是在线成人用品店的卖点之一。

## 历史
- 1962年，Beate Uhse AG公司在西德弗伦斯堡开办了全球第一家成人用品店。[2]
- 1993年，北京出现了中国大陆第一家成人用品店，曾经引起巨大争议。[3]

## 管制
在大多数地方，成人用品店都受到法律的管制，通常不允许未成年人进入。有些国家和地区则禁止成人用品店及其商品，例如穆斯林国家和美国少数几个州。 在一些地方，法律允许成人用品店展示色情影片、提供脱衣舞表演以及开设色情影院。据报道称，女子卡迪嘉在巴林首都麥納麥开办的成人用品店是波斯湾地区第一家成人用品店。
在英国等西方国家，开办成人用品店需要申请许可证，并且禁止将商品在橱窗展示，因此成人用品店店面外多用海报装饰。在中国大陆，开办成人用品店需要额外申请药品经营许可证和卫生许可证。但在2010年，中国大陆整治互联网低俗之风专项行动中淘宝网的在线成人用品店被指“低俗”，淘宝网全面暂停成人用品销售，引起店主不满。
目前在中国大陆开设成人用品网店也需要向有关部门申请资格认证，尤其是对药品类的监控。
曾有成人用品店开在学校周边，或直接将商品在橱窗展示，引起市民反感。
亦有媒体报道成人用品店所售药物来源不明恐有质量问题，并且涉嫌夸大宣传。

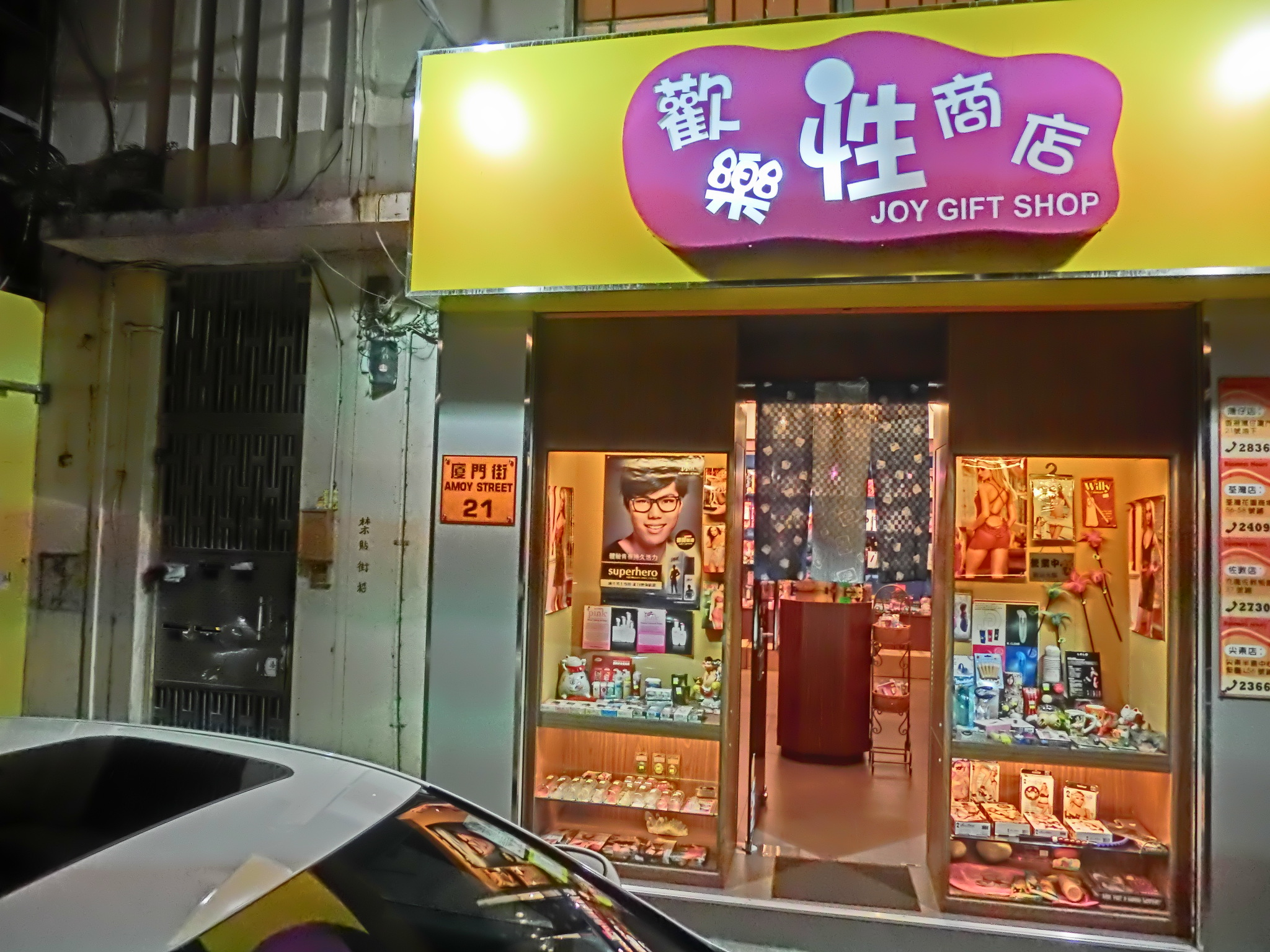
香港性商店